# 住吉行宮

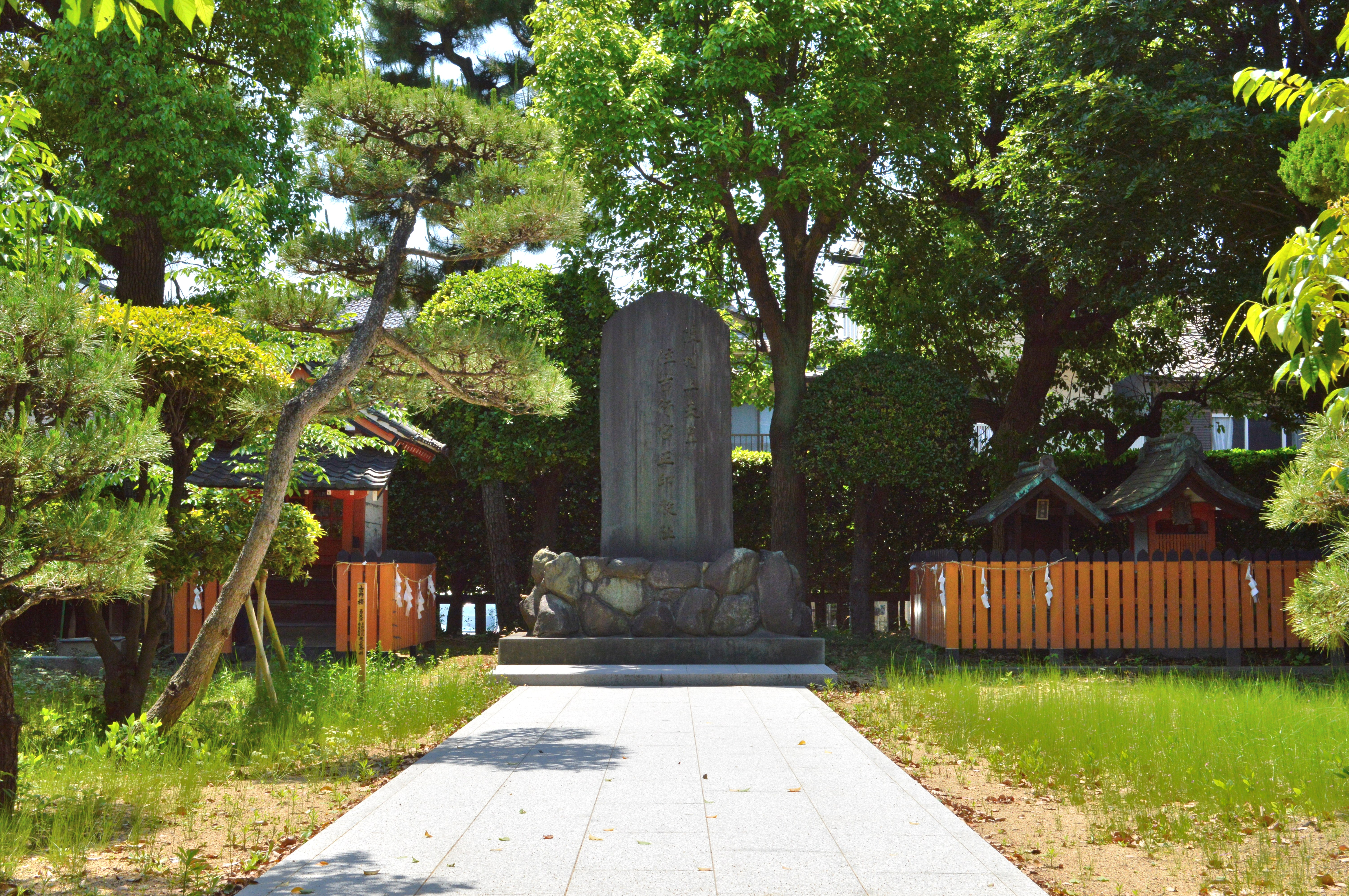
住吉行宮跡伝承地（国の史跡）大阪府大阪市の津守氏邸内の正印殿跡地。

住吉行宮（すみよしのあんぐう/すみよしあんぐう）は、南北朝時代の南朝の行宮（天皇の仮の御所）の1つ。
大阪府大阪市住吉区墨江に所在したとされ、行宮跡伝承地は国の史跡に指定されている。

## 一覧
行宮とした天皇、行宮とされた期間は次の通り。
- 後村上天皇（第97代天皇、南朝第2代天皇）
  - 正平7年/観応3年（1352年）2月28日 - 閏2月15日
  - 正平15年/延文5年（1360年）9月 - 正平23年/応安元年（1368年）3月11日（崩御）
- 長慶天皇（第98代天皇、南朝第3代天皇）
  - 正平23年/応安元年（1368年）3月（即位） - 12月24日

## 概要
| 年月                        | 年月  | 出来事                   |
| --------------------------- | ----- | ------------------------ |
| 正平6年/観応2年（1351年）   | 11月  | <正平一統>               |
| 正平7年/観応3年（1352年）   | 2月   | 賀名生行宮から住吉へ遷御 |
| 正平7年/観応3年（1352年）   | 閏2月 | 住吉から遷御             |
| 正平15年/延文5年（1360年）  | 9月   | 住吉へ遷御               |
| 正平23年/応安元年（1368年） | 3月   | <後村上天皇崩御>         |
| 正平23年/応安元年（1368年） | 3月   | <長慶天皇即位>           |
| 正平23年/応安元年（1368年） | 12月  | 住吉を出て吉野へ遷御     |

大阪の住吉大社付近にあった南朝の行宮（仮の御所）で、後村上天皇の時に2度、長慶天皇の時に1度行宮とされた。後村上天皇は、観応の擾乱と正平一統で南朝方が男山八幡（現・石清水八幡宮）に進出した正平7年（1352年）2月28日から閏2月15日までの間と、幕府側の内紛と楠木正儀の戦略で南朝方が一時的に優勢を得た正平15年（1360年）9月から正平23年（1368年）3月11日に崩御するまでの間に行宮とした。次の長慶天皇は住吉行宮で即位したのち、正平23年（1368年）12月24日に吉野へ遷っている。
具体的な場所について、文献では後村上天皇は住吉社（現・住吉大社）神主の津守国夏の住吉殿を行宮としたと見え、長慶天皇も同様と推測される。住吉社神主家である津守氏は、中世期には大覚寺統と強く結びついて活動しており、同地に行宮が設けられたのもその関係に由来する。伝承では、この住吉殿（住之江殿）とは現在の住吉大社の南方に位置する正印殿（しょういんでん）跡地にあたるとされる（ただし確証は無いとされる）。この正印殿は住吉大社の神印が納め置かれた建物といい、康平3年（1060年）に津守国基が津守氏の邸宅内に創建したと伝わるが、建物は現存しない。
明治元年（1868年）に明治天皇が住吉大社に行幸した際には、天皇は正印殿にも立ち寄っている。津守氏の邸宅は明治14-15年（1881-1882年）頃に人手に渡ったが、大正5年（1916年）と昭和8年（1933年）に正印殿跡地が当時の所有者から大阪府に寄附された。その後、昭和13年（1938年）6月に正印殿跡地は大阪府指定史跡に指定され、昭和14年（1939年）3月7日には国の史跡に指定された。

## 文化財

### 国の史跡
- 住吉行宮跡 - 1939年（昭和14年）3月7日指定[5]。